# Гай Цецина Ларг
Гай Цецина Ларг (лат. Gaius Caecina Largus; ?, Вольтерра — близько 87) — політичний діяч Римської імперії, консул 42 року.
Походив з патриціанського роду з Вольтерри. З 38 року був членом кворуму колегії арвальських братів. Був другом імператора Клавдія, з яким разом був ординарним консулом у 42 році. Супроводжував Клавдія з Остії до Риму, щоб покарати Мессаліну за її запланований замах на Клавдія.
Будинок Гая Цецини був на Палатині. Пліній Старший написав, що в молодості він був у будинку Гая Цецини.